# Novi Zagreb

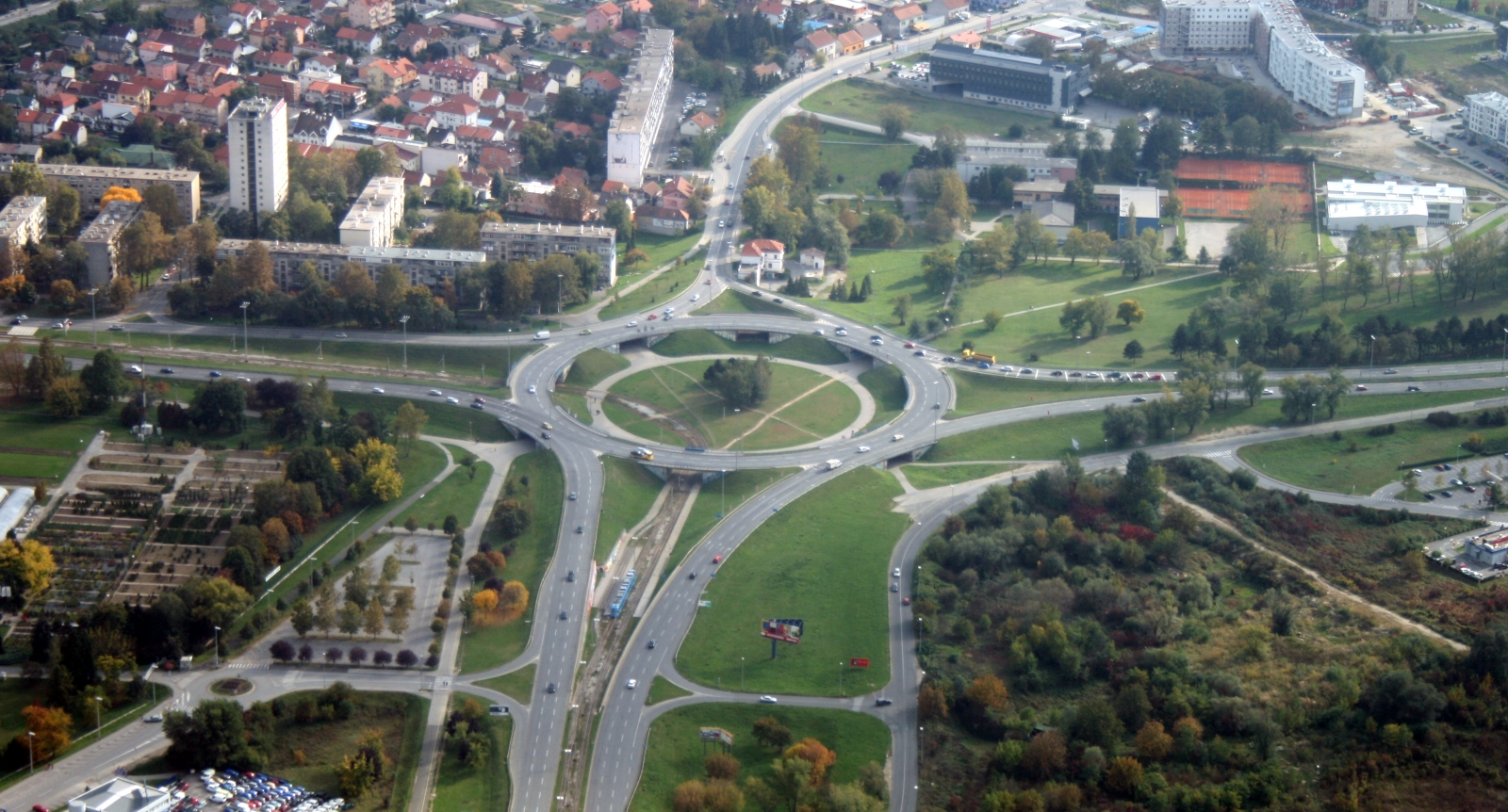
Le rond-point de Remetinec, au débouché du pont de l'Adriatique dans Novi Zagreb.

Novi Zagreb (Nouvelle Zagreb) est la partie de la ville de Zagreb, capitale de la Croatie, qui se trouve au sud de la Save, c'est-à-dire sur la rive droite de la rivière. Elle résulte d'une expansion de la ville intervenue après la Seconde Guerre mondiale sous l'impulsion de Većeslav Holjevac (en), maire de Zagreb entre 1952 et 1963. Cette partie de la ville est principalement résidentielle et comprend de nombreuses zones de grands ensembles d'habitation. Elle comporte aussi de grands équipements sportifs, culturels et commerciaux. Elle est drainée par de larges voies de circulation et aérée par de vastes espaces verts.
Trois ponts principaux, de construction moderne, relient Novi Zagreb à la ville historique sur la rive gauche : le pont de la Liberté au centre, le pont de l'Adriatique à l'ouest et le pont de la Jeunesse à l'est.
Depuis la réorganisation administrative de 2009, elle est divisée en trois districts : Novi Zagreb-istok (Novi Zagreb Est), Novi Zagreb-zapad (Novi Zagreb Ouest), tous deux en bord de Save, et Brezovica, plus éloigné du centre et resté assez rural.
Un gros effort a été mené à partir des années 2000 pour rénover et revitaliser Novi Zagreb.